# Émile Jourdan (peintre)
Pour les articles homonymes, voir Jourdan.
Pour l'homme politique, voir Émile Jourdan.
 (novembre 2014).
Si vous disposez d'ouvrages ou d'articles de référence ou si vous connaissez des sites web de qualité traitant du thème abordé ici, merci de compléter l'article en donnant les références utiles à sa vérifiabilité et en les liant à la section « Notes et références ».
Émile Jourdan né à Vannes le 30 juillet 1860 et mort à Quimperlé le 29 décembre 1931 est un peintre français.

## Biographie
Fils de Prosper Jourdan, capitaine de brigade des douanes et de son épouse Aline Paturel, Émile Jourdan fait ses études à Vannes et commence à peindre en 1876.
Inscrit à l'École des beaux-arts de Paris, il y intègre en 1880 les ateliers de William Bouguereau et de Tony Robert-Fleury jusqu'en mars 1886. Il s'inscrit ensuite à l'Académie Julian, dont il devient le massier de son atelier et ne manque pas de se faire remarquer avec ses costumes bretons, gilet brodé aux couleurs vives et chapeau à guides.
Il reçoit un peu d'argent de ses parents et prend avec son condisciple Édouard Michelin un atelier assez vaste. Il effectue un voyage en Algérie en 1883.
Émile Jourdan arrive à l'été 1886 à Pont-Aven et s'installe à la Pension Gloanec, où il fait la connaissance de Paul Gauguin. Il se lie d'amitié avec Émile Bernard, Ernest de Chamaillard, Charles Laval et Henry Moret. Il décide de se fixer en ce lieu et racontera plus tard, en 1925 à Léon Tual, son arrivée à la Pension Gloanec et la façon dont il fit connaissance de Gauguin. Il restera à Pont-Aven de 1888 à 1931, année de sa mort. Il rejoint le groupe de Gauguin, en adopte l'esthétique et fera évoluer son style vers le synthétisme après le départ de Gauguin en Océanie.
En 1891, il est à Lézaven dans l'atelier loué par Gauguin et son groupe d'amis. Cet atelier avait été aménagé dans les dépendances du manoir de Lézaven pour les peintres américains. Cette même année il fait la connaissance de Maxime Maufra à l'hôtel de Bretagne de Pont-Aven et devient l'amant de la jeune serveuse âgée de 19 ans, Catherine Guyader. Il embarque sur le Dieudonné, brick commandé par le capitaine Canevet à destination de la Finlande. Le bateau fait naufrage devant Riga, où il passe quelques mois.
De retour à Pont-Aven au printemps 1892, Émile Jourdan se met en ménage avec Catherine Guyader dans la maison Guégen rue de Concarneau, juste à côté de l'atelier que louent Moret, Bernard et Gauguin. L'année suivante voit la naissance de son fils Yann.
C'est en spectateur, avec Seguin et Roderic O'Conor, qu'il regarde la bagarre causée par Annah la Javanaise sur le port de Concarneau et où Gauguin eut la cheville brisée par des marins.
En 1896 naît sa fille Renée. Ne comptant pas beaucoup, il reçoit ses amis avec largesse lorsqu'il vend quelques toiles. Son atelier est un lieu de rencontre où l'on croise Ernest de Chamaillard, Charles Filiger, Henry Moret ou Paul Sérusier.
En 1901 naît son troisième enfant, Guy. Maurice Denis, de passage à Pont-Aven en 1905, lui rend visite. Puis en 1907, il perd sa mère qui subvenait largement aux charges de son ménage et il dilapide rapidement l'héritage qu'elle lui laisse. Ne payant plus son loyer, il est expulsé par sa propriétaire qui fait saisir son mobilier et ses toiles, vendus aux enchères. Il mène alors une vie de vagabond, allant de Pont-Aven à Riec-sur-Bélon et Moëlan.
Il était très exigeant envers lui-même, détruisant toutes ses œuvres qui ne lui plaisaient pas. Ce qui explique le peu d'œuvres qu'il nous reste de lui. Il était tout à son art, incapable de faire vivre sa famille.
Après 1910, sa palette s'assombrit, reflet de ses angoisses. De 1911 à 1920, il séjourne régulièrement à Brigneau, à l'Auberge de la mère Bacon, où il fait la connaissance de Maurice Asselin, Jacques Vaillant, Roland Dorgelès et Pierre Mac Orlan. Ce dernier en brossera le portrait dans le personnage de son roman Le Chant de l'équipage.
C'était un homme cultivé, spirituel, un peu bohème, qui aura la chance de croiser des amis fidèles qui lui assureront le gîte et le couvert comme Fernand Jobert au Belon, le docteur Ravallec à Moëlan-sur-Mer, le sculpteur Jean Le Corronc à Pont-Aven, le peintre Ernest Correlleau et sa femme qui tient l'hôtel de la Poste à Pont-Aven.
Devant son incurie, sa famille le quitte. Il loge seul dans un grenier rue de Bannalec à Pont-Aven. La chance lui sourit en la personne de madame Halley, une riche Australienne qui, en 1927, devient son mécène. Mais l'artiste a ses exigences : il ne travaille pas sur commande. Alors de guerre lasse, madame Halley abandonne son protégé au bout d'un an.
Il meurt le 29 décembre 1931 à l'hospice de Quimperlé, rongé par l'alcoolisme et la misère.

## Œuvres dans les collections publiques
- Brest, musée des Beaux-Arts : 
  - Le Port de Brigneau, 1914, huile sur bois, 110 × 100 cm ;
  - Moulins à Pont-Aven, carton, 24 x 19 cm[3],[4] ;
  - Barques de pêche dans le port de Brigneau, vers 1911, 46,2 × 55 cm[5].
- Pont-Aven, musée de Pont-Aven :
  - La Chapelle Notre-Dame de Trémalo, 1910, huile sur toile ;
  - La Chapelle de Lanriot au clair de lune, 1926, huile sur toile.

Œuvres d'Émile Jourdan
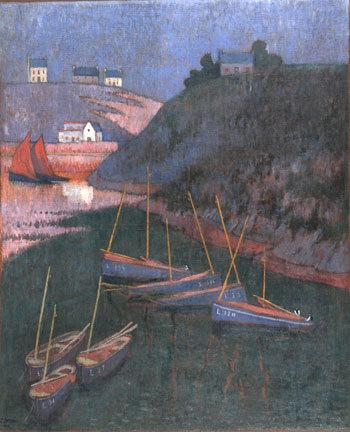
Le Port de Brigneau (vers 1900), musée des Beaux-Arts de Brest.
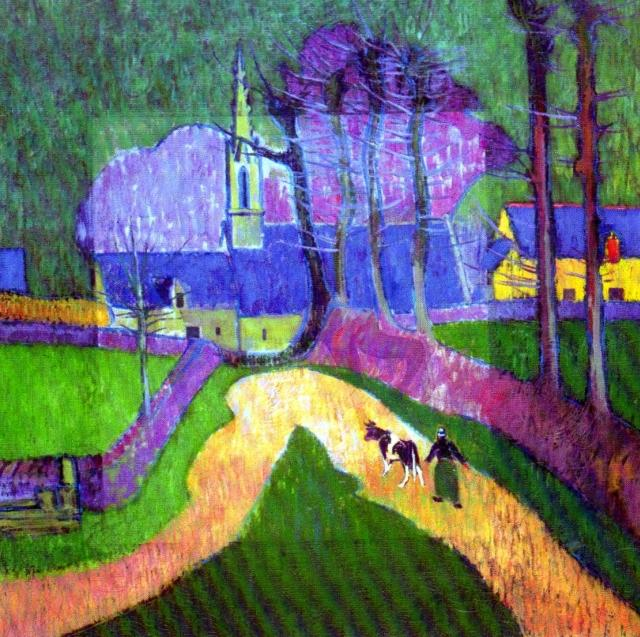
La chapelle de Trémalo (1910) musée de Pont-Aven.
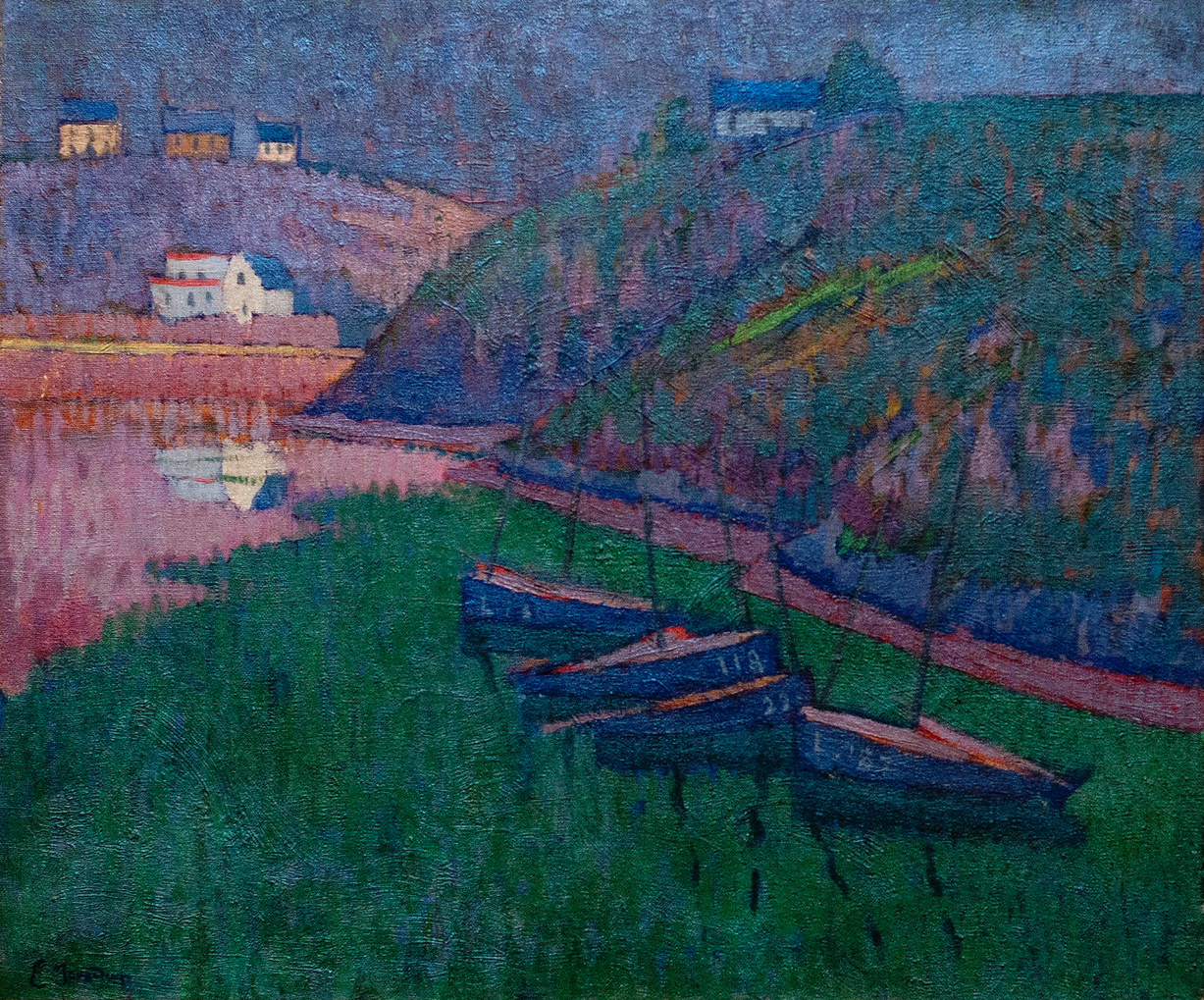
Barques de pêche dans une crique (1911), musée des Beaux-Arts de Brest.
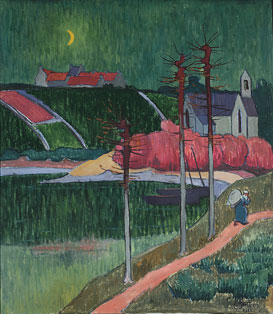
La chapelle de Lanriot au clair de lune (1926), musée de Pont-Aven.